# Дело Сухово-Кобылина (фильм)
«Де́ло Сухово́-Кобы́лина» («Дѣло Сухово-Кобылина») — советский четырёхсерийный исторический телефильм режиссёра Леонида Пчёлкина, посвящённый судьбе русского драматурга А. В. Сухово-Кобылина, в том числе его уголовному делу и истории создания его первой пьесы. Закончен в 1991 году, в конце сентября того же года показан на 1-м канале Центрального телевидения.

## Съёмки
В материале, опубликованном в апреле 1991 года в «Российской газете», Леонид Пчёлкин называет свой фильм «телетрилогией». По исходному замыслу, первый фильм «Оставить в подозрении» должен был состоять «из двух полнометражных серий» и представлять биографию писателя, «увиденную как бы через призму рождения и осуществления замысла «Свадьбы Кречинского»». Во второй фильм должно было войти окончание биографии писателя и экранный вариант пьесы «Дело», завершить же трилогию должна была экранизация пьесы «Смерть Тарелкина». Пчёлкин упоминал также, что согласие на роли Тарелкина и Варравина дали Олег Борисов и Михаил Ульянов.
В результате, однако, телефильм состоит из двух частей и включает четыре серии, в которые из пьес Сухово-Кобылина вошла только «Свадьба Кречинского». Экранизация второй пьесы Сухово-Кобылина вышла в том же году в качестве отдельного полнометражного фильма, в котором роль Тарелкина исполнил Олег Басилашвили. Экранизация «Смерти Тарелкина», по-видимому, не была снята.

## Сюжет

### Фильм 1-й. Оставить в подозрении

#### 1 серия
1902 год. С дочерью Луизой Сухово-Кобылин присутствует на репетиции своей пьесы «Свадьба Кречинского» в парижском театре «Ренессанс», однако ему не нравится постановка, ему кажется, что французы не понимают его «чисто русской» пьесы. Финал комедии изменён: Кречинский не выходит сухим из воды, а стреляется из пистолета.
1850 год, Москва. После ссоры со своей любовницей, француженкой Луизой Симон-Деманш, Сухово-Кобылин с товарищем Михаилом приезжает к ней, чтобы помириться, но не застаёт дома. Оказывается, Луиза ещё вечером предыдущего дня ушла и не вернулась. Александр сообщает об исчезновении женщины в полицию. Вскоре Луизу находят за городом мёртвой. Александра арестовывают, он проводит некоторое время в тюрьме, где в камере встречает Игрока. После допроса Сухово-Кобылина отпускают, поскольку признательные показания об участии в убийстве дала прислуга Луизы. Новая любовница Сухово-Кобылина, Надежда Нарышкина, оформляет заграничный паспорт и предлагает ему поехать с ней за границу, но Сухово-Кобылин отказывается. Перед уходом она сообщает ему, что беременна и увезёт ребёнка с собой, а в Россию больше не вернётся. 
Сухово-Кобылин уезжает в деревню. Спустя три года к нему приезжает отец и сообщает, что прислуга Луизы предстала перед судом и была приговорена к каторжным работам, однако отказалась от показаний, так что следствие по делу об убийстве решено возобновить, с связи с чем Александра просят вернуться в Москву.

#### 2 серия
Вернувшись в Москву, Сухово-Кобылин снова подвергается допросу, на этот раз у нового следователя Сретенского. Он также встречается с Петром Чаадаевым и беседует с ним. Мать Сухово-Кобылина беспокоится о том, что разбирательство по делу затянулось, и по совету знакомого чиновника убеждает сына дать взятку следователю. Сухово-Кобылин даёт крупную сумму следователю, который обещает уладить дело, однако тут же от другого чиновника Александр узнаёт, что его дело в невыгодном для него свете на днях уже было отправлено в Петербург: таким образом, Сретенский обманул его. Когда он возвращается в кабинет Сретенского и угрожает заявить о том, что дал взятку, чиновник на его глазах съедает банковский чек.
Начинается Крымская война. Помещённый на гауптвахту, Сухово-Кобылин начинает писать пьесу «Свадьба Кречинского». Новый следователь спрашивает его о письме, которое Сухово-Кобылин получил от Николая Огарёва и в котором упоминается эмигрант и «клеветник России» Александр Герцен. 
После смерти Николая Первого Сухово-Кобылина освобождают. Придя на бал, он вновь встречает Чаадаева. Также на балу перед его глазами проходят начальные сцены из «Свадьбы Кречинского».

#### 3 серия
1855 год. Сухово-Кобылин заканчивает «Свадьбу Кречинского» и предлагает её театру. Он сам присутствует при репетициях и даёт руководство актёрам, предлагая им увеличить темп игры. Также у автора происходит конфликт с директором Императорских театров из-за кандидата на роль Расплюева.
В конце года с успехом проходит премьера спектакля. От знакомой Сухово-Кобылин узнаёт, что Нарышкина живёт в Париже и замужем за Александром Дюма, причём с ней «на положении сироты» живёт пятилетняя дочь Сухово-Кобылина, которую назвали Луиза.
Сухово-Кобылин получает новое уведомление от следствия о том, что обвинения с прислуги были сняты, а сам он по-прежнему остаётся под подозрением в том, что мог заставить слуг оговорить себя.

### Фильм 2-й. Подвергнуть покаянию
1856 год. Поскольку дело так и не завершено, мать уговаривает Александра поехать в Петербург, чтобы подать прошение Императрице о прекращении дела. После получения прошения Сухово-Кобылиных навещает министр юстиции граф Панин и обещает, что дело будет прекращено. Дело прекращается, хотя при попытке Сухово-Кобылина получить оригинал решения Государственного совета по делу оказывается, что сохранилась только копия, тогда как подлинник был утрачен одним из чиновников в пьяном виде.
1858 год. Сухово-Кобылин решает ехать в Париж, чтобы увидеть дочь. Ему не сразу выдают разрешение на выезд, учитывая, что решением по делу он должен был сначала принести покаяние в прелюбодеянии, однако документов об этом нет. Тем не менее после получения разрешения Александр оказывается в Париже, где встречается с Нарышкиной и её мужем Дюма. Он впервые видит дочь Луизу, однако Нарышкина против того, чтобы Сухово-Кобылин удочерил её. Дюма обещает Сухово-Кобылину, что тот сможет удочерить Луизу по достижении ею совершеннолетия.
1902 год. Сухово-Кобылин, уже глубокий старик, живёт во французской Ривьере с Луизой. Он получает письмо об избрании почётным членом Академии наук. На прогулке писатель встречает Антона Чехова, с которым беседует о России и литературе. Чехов, также почётный академик, говорит, что собирается отказаться от членства в знак протеста против аннулирования выборов в академики Максима Горького.
Прогуливаясь по пляжу, Сухово-Кобылин мысленно снова разговаривает с Игроком, который говорит ему, что хотя литература и осуждает пороки, они никогда не исчезнут, потому что природу человека не изменить.

## В ролях
| Актёр                    | Роль                                                      |
| ------------------------ | --------------------------------------------------------- |
| Юрий Беляев              | Александр Васильевич Сухово-Кобылин                       |
| Елена Яковлева           | француженка Луиза Симон-Деманш                            |
| Юлия Меньшова            | Надежда Нарышкина                                         |
| Людмила Чурсина          | мать Сухово-Кобылина Мария Ивановна Сухово-Кобылина       |
| Николай Мартон           | отец Сухово-Кобылина Василий Александрович Сухово-Кобылин |
| Наталья Вавилова         | сестра Сухово-Кобылина Евдокия Васильевна                 |
| Елена Старостина         | сестра Сухово-Кобылина Софья Васильевна                   |
| Наталья Ерошкина         | сестра Сухово-Кобылина Елизавета Васильевна               |
| Е. Фугарова              | дочь Сухово-Кобылина Луиза                                |
| Ксения Большакова        | дочь Сухово-Кобылина Луиза (в детстве)                    |
| Андрей Рапопорт          | зять Сухово-Кобылина Михаил Петрово-Соловово              |
| Александр Абдулов        | Михаил Васильевич Кречинский / Игрок                      |
| Иннокентий Смоктуновский | отставной капитан, помещик Муромский                      |
| Мария Смоктуновская      | дочь Муромского Лидия Петровна Муромская                  |
| Валентина Литвинова      | тётя Лидии Петровны Анна Антоновна                        |
| Александр Калягин        | Иван Антонович Расплюев                                   |
| Сергей Юрский            | Кречинский (на французской сцене)                         |
| Александр Фатюшин        | Александр Дюма                                            |
| Михаил Филиппов          | Пётр Яковлевич Чаадаев                                    |
| Борис Плотников          | Антон Павлович Чехов                                      |
| Всеволод Ларионов        | обер-полицмейстер Лужин                                   |
| Владислав Стржельчик     | генерал-губернатор Закревский                             |
| Юрий Медведев            | чиновник на совете у генерал-губернатора Павел Васильевич |
| Геннадий Богачёв         | министр юстиции граф Панин                                |
| Юрий Каюров              | директор императорских театров                            |
| Валерий Баринов          | следователь Сретенский                                    |
| Григорий Острин          | следователь Троицкий                                      |
| Сергей Мигицко           | следователь                                               |
| Анатолий Соловьёв        | полицейский чин                                           |
| Надежда Бутырцева        | жена губернатора                                          |
| Алёна Бондарчук          | графиня                                                   |
| Юрий Сагьянц             | Никанор Саввич                                            |
| Сергей Кончевский        | Бурдин                                                    |
| Михаил Светин            | Иванов                                                    |
| Виктор Гоголев           | Пал Палыч                                                 |
| Олег Вавилов             | Павел                                                     |
| Валерий Долженков        | Евгений Григорьев                                         |
| Георгий Мартиросьян      | преподаватель в школе гимнастики                          |
| Пётр Толстой             | граф Толстой                                              |
| Александр Клюквин        | молодой человек в школе гимнастики                        |
| Леонид Тимцуник          | Иван Иванович                                             |
| Виктор Уральский         | слуга Сухово-Кобылина Макар                               |
| Геннадий Юхтин           | слуга Кречинского Фёдор                                   |
| Елена Папанова           | служанка Луизы Палашка                                    |

## Отзывы
По словам Леонида Пчёлкина, его фильм — это «сложное и необычное кинематографическое произведение, где в драматургию жизни, реальных исторических событий вплетается драматургия авторского вымысла, биографическая линия прерывается фрагментами пьесы».